# Schlacht bei Kalisch (1706)
1. Phase: Schwedische Dominanz (1700–1709)
Dänischer Kriegsschauplatz (1700)
Humlebæk • Tönning I 
Livländ./ Estnischer Kriegsschauplatz (1700–1708)
Riga I • Jungfernhof • Varja • Pühhajoggi • Narva • Petschora • Düna • Rauge • Erastfer • Hummelshof • Embach • Tartu • Narva II • Wesenberg I • Wesenberg II
Ingermanländ./ Finnischer Kriegsschauplatz (ab 1701)
Archangelsk • Ladogasee • Nöteborg • Nyenschanz • Newa • Systerbäck • Petersburg • Wyborg I • Porvoo • Newa II • Koporje II • Kolkanpää
Litauisch-weißrussischer Kriegsschauplatz (1702–1706)
Vilnius • Saladen • Jakobstadt • Gemauerthof • Mitau • Grodno I • Olkieniki • Njaswisch • Klezk • Ljachawitschy
Polnischer Kriegsschauplatz (1702–1706)
Klissow • Pułtusk • Thorn • Lemberg • Warschau • Posen • Punitz • Tillendorf • Rakowitz • Praga • Fraustadt • Kalisch 
Russischer Kriegsschauplatz (1708–1709)
Grodno II • Golowtschin • Moljatitschi • Rajowka • Lesnaja • Desna • Baturyn • Koniecpol • Weprik • Opischnja • Krasnokutsk • Sokolki • Poltawa I • Poltawa II
2. Phase: Schweden in der Defensive (1710–1721)
Baltischer und Finnischer Kriegsschauplatz (bis 1714)
Riga II • Wyborg II • Pernau • Kexholm • Reval • Hogland • Pälkäne • Storkyro • Nyslott • Hanko 
Schwed./Norwegischer Kriegsschauplatz (1710–1721)
Helsingborg • Køge-Bucht • Bottnischer Meerbusen • Frederikshald I • Dynekilen-Fjord • Göteborg I • Strömstad • Trondheim • Frederikshald II • Marstrand • Ösel • Göteborg II • Södra Stäket • Grönham • Sundsvall
Norddeutscher Kriegsschauplatz (1711–1716)
Elbing • Wismar I • Lübow • Stralsund I • Greifswalder Bodden I • Stade • Rügen • Gadebusch • Altona • Tönning II • Stettin • Fehmarn • Wismar II • Stralsund II • Jasmund • Peenemünde • Greifswalder Bodden II • Stresow 
Die Schlacht bei Kalisch war eine Schlacht am 29. Oktober 1706 während des Großen Nordischen Krieges zwischen schwedischen und polnischen Truppen einerseits und russischen und sächsischen Truppen andererseits. Mit Hilfe russischer Truppen unter Führung von Fürst Menschikow gewann August II. diese Schlacht und errang im Krieg gegen Schweden seinen bis dahin größten Erfolg. August II. wollte die im Vorfeld in Altranstädt ausgehandelten Friedensbedingungen nicht antasten, entließ alle Gefangenen und eilte in seine Erblande, um den Friedensschluss mit Schweden zu vollziehen. Der Sieg blieb daher folgenlos.

## Vorgeschichte
| \| Schlacht bei Kalisch \|               |
| Lage des Schlachtfelds im heutigen Polen |
| Schlacht bei Kalisch                     |

Nach dem 27. August 1706 rückte die schwedische Armee unter Karl XII. in Sachsen ein und besetzte das Land. Karl XII. hinterließ in Polen nur 6000 Schweden und die polnische Kronarmee mit 15.000 Mann zur Deckung des Landes. Da der sächsische Kurfürst und polnische König August der Starke seit der Schlacht bei Fraustadt keine nennenswerten Truppen mehr in Polen hatte, bot Karl XII. ihm Friedensverhandlungen an. August entsandte zwei seiner Minister nach Sachsen mit umfassenden Vollmachten, um über den Frieden mit dem König von Schweden zu verhandeln. Diese endeten am 24. September 1706 mit dem Altranstädter Frieden. Derweil rückte ein russisches Korps unter Führung von Menschikow nach Peterkau, wo sich August II. mit seiner verbliebenen Armee aufhielt.
Die Nachricht von dem sich anbahnenden Friedensschluss erhielt August II. am 15. Oktober. August II. versuchte mehrfach erfolglos, die Schlacht zu verhindern, um den Frieden nicht zu gefährden. So sandte er einen Brief an den schwedischen Generalleutnant Mardefelt, in dem er ihn bat, seine Truppen zurückzuziehen um einen Kampf zu verhindern. Generalleutnant Mardefelt hielt dies aber für eine Kriegslist und kam der Bitte nicht nach. August II. konnte sich dem polnischen und russischen Druck nicht länger widersetzen und musste, da den Russen die Friedensverhandlungen verborgen geblieben waren, die Schlacht annehmen.

## Schlachtverlauf
Russische Kavallerie hatte den Schweden die Rückzugslinien abgeschnitten, so dass sie sich am 29. Oktober auf einem freien Feld nordwestlich bei Kalisch aufstellen mussten. Dort trafen die 5.000 schwedischen und 10.000 polnischen Soldaten unter General Mardefelt auf die Truppen Augusts des Starken (Generalquartiermeister: v. Naumann). Diese bestanden aus 6.000 Sachsen, 10.000 Polen und 20.000 Russen (die Hälfte waren irreguläre Kosakenverbände). Die Armee der Verbündeten stand unter keinem einheitlichen Oberbefehl. Oberbefehlshaber der Sachsen war Generalleutnant Michael Brandt, bei den Russen Fürst Alexander Menschikow. Die polnischen Einheiten wurden von einem Dutzend Befehlshaber geführt. Früh am Morgen des 29. Oktobers begannen sich die Heere aufzustellen. Um halb vier am Nachmittag begann die Schlacht. Die polnische Reiterei von Stanislaus I. Leszczyński wurde sofort versprengt, während die schwedische Infanterie hartnäckig Widerstand leistete. Generalleutnant Mardefelt bot die Kapitulation an unter der Bedingung, dass die Offiziere ihre Pferde und ihr Eigentum behalten dürften. 500 Reiter der Schweden zogen sich nach Posen zurück, 600 Schweden verschanzten sich in Kalisch. Am Abend des nächsten Tages kapitulierten auch diese Schweden. Der Sieg der Verbündeten war vollständig. Die Schweden verloren rund die Hälfte ihrer eigenen Streitmacht. Mardefeldt, vier Generäle und hundert Offiziere, dazu 2000 Soldaten auf schwedisch-polnischer Seite gerieten in Gefangenschaft. Die Schweden und Polen sollen 700 Tote erlitten haben, während die russischen Gesamtverluste mit etwa 400 angegeben werden.

## Ergebnisse
Im Nachhinein reklamierte August II. den Sieg über die Schweden für sich. Trotz des Sieges lehnte es August II. ab, den Friedensvertrag zu annullieren und an der Seite Russlands weiter zu kämpfen. Ein schwedischer Offizier brachte die Nachricht von der Niederlage nach Altranstädt. Karl XII. unterließ weitergehende Handlungen, nachdem August II. versicherte, dass er angesichts des polnisch-russischen Drucks keine andere Wahl gehabt habe. August II. verpflichtete sich, alle Gefangenen freizulassen, obwohl die Sachsen nur sieben Schweden während der Schlacht gefangen genommen hatten. Außerdem sollte eine Entschädigung an Karl XII. gezahlt werden. Am 12. November wurde der Altranstädter Frieden, der bis dahin geheim geblieben war, öffentlich gemacht. Am 17. Dezember (greg.) erreichte August II. Altranstädt und am 19. Dezember ratifizierte Sachsen den Friedensvertrag. So hatte die Schlacht auf den weiteren Kriegsverlauf kaum Auswirkungen, da Sachsen trotz des Sieges aus der Koalition ausschied.